# معامل يونغ
معامل يونغ أو معامل المرونة الطولي هو نسبة الإجهاد (شد أو ضغط فقط) إلى الانفعال للمواد الصلبة فقط، ويعطى من العلاقة التالية:
معامل يونغ للمرونة E= الإجهاد s / الانفعال e
وحدة معامل يونغ هي: نيوتن/م²
الإجهاد هو القوة الواقعة على سطح ما على المساحة العمودية (هذا في حالة إذا كان اجهاد شد أو ضغط) لهذا السطح. ويتبين من ذلك الكلام أنه يوجد أكثر من نوع من الإجهادات فيوجد إجهاد شد وأخر ضغط وكما يوجد اجهاد قص على مساحة موازية للقوة. وفي حالة إجهاد القص هناك ثابت آخر يعبر عن العلاقة بين الإجهاد والانفعال.
الانفعال هو مقدار الاستطالة أو الانكماش الناتج عن تأثير الإجهاد أي التغير في الطول بالنسبة للطول الأصلي (الاستطالة بالموجب والانكماش بالسالب). من تعريف الانفعال يتبين أنه ليس له وحدة (أو م/م).
معامل المرونة الطولي (أو يونغ) يعبر عن مدى مرونة المادة ويوضح كيفية تصرف المادة تحت تأثير القوى وهي علاقة خطية. ونرى هذه العلاقة في منحنى الإجهاد والانفعال (في المنطقة الخطية من المنحنى فقط بدون المنطقة المنحنية التي تليه والتي تشير إلى أقصى إجهاد يليها انهيار المادة). ويتم الحصول على الثوابت من التجارب المعملية.
إذا ثبت سلك من أحد طرفيه وجذب من الطرف الآخر بقوة F عمودية على مساحة مقطعه A0 وزاد طوله الأصلي L0 بمقدار ΔL فإن معامل يونغ Y يعطى بالعلاقة الآتية :
{\displaystyle Y\equiv {\frac {\mbox{tensile stress}}{\mbox{tensile strain}}}={\frac {\sigma }{\varepsilon }}={\frac {F/A_{0}}{\Delta L/L_{0}}}={\frac {FL_{0}}{A_{0}\Delta L}}}
عند تعرض المادة الصلبة لأحمال يحدث بها تشكلات، إذا زالت هذه التشكلات عند ازالة الحمل فانها تسمي تشكلات مرنه. في حدود التشكلات الصغيرة فان النسبة بين الحمل والتشكل تظل ثابتة، أي أن علاقة الإجهاد بالانفعال علاقه خطيه.
المواد الصلبة تحتاج قوى أعلى لحدوث تشكلات بها مقارنة بالمواد اللينة، ونظريا فان المواد الجاسئة تحتاج قوة لا نهائية لتتشكل مما يعني ان معامل يونغ لها لا نهائي، لكن هذه المواد لا توجد في الطبيعة فيتم اعتبار المواد ذات معامل يونغ عالي جدا مواد جاسئة.

## اقرأ أيضا
- حد خضوع
- تجربة شد
- مطاوعة (فيزياء)